# Jacques Mieses
Jacques Mieses (Leipzig, 27 de febrero de 1865 - Londres, 23 de febrero de 1954) fue un jugador de ajedrez y escritor nacido en Alemania.

## Biografía
De origen judío, se trasladó a Inglaterra para escapar de la persecución nazi en 1938. Allí se transformó en el primer Gran Maestro Internacional británico en 1950. Fue un atacante peligroso con numerosas brillantes victorias, entre las que destacaron aquellas frente a Frank Marshall (Montecarlo 1903).
Preparó el torneo de San Sebastián de 1911 e insistió en que todos los gastos de los maestros fueran debidamente pagados por la organización. Ésta fue la primera competencia internacional de José Raúl Capablanca, que deslumbró a todos con su cómodo triunfo.
Mieses escribió varios reportes de torneos, pero su estilo es considerado como opaco, en contraste con su carácter como persona y su brillante actuación como ajedrecista.